# 一万一千鞭

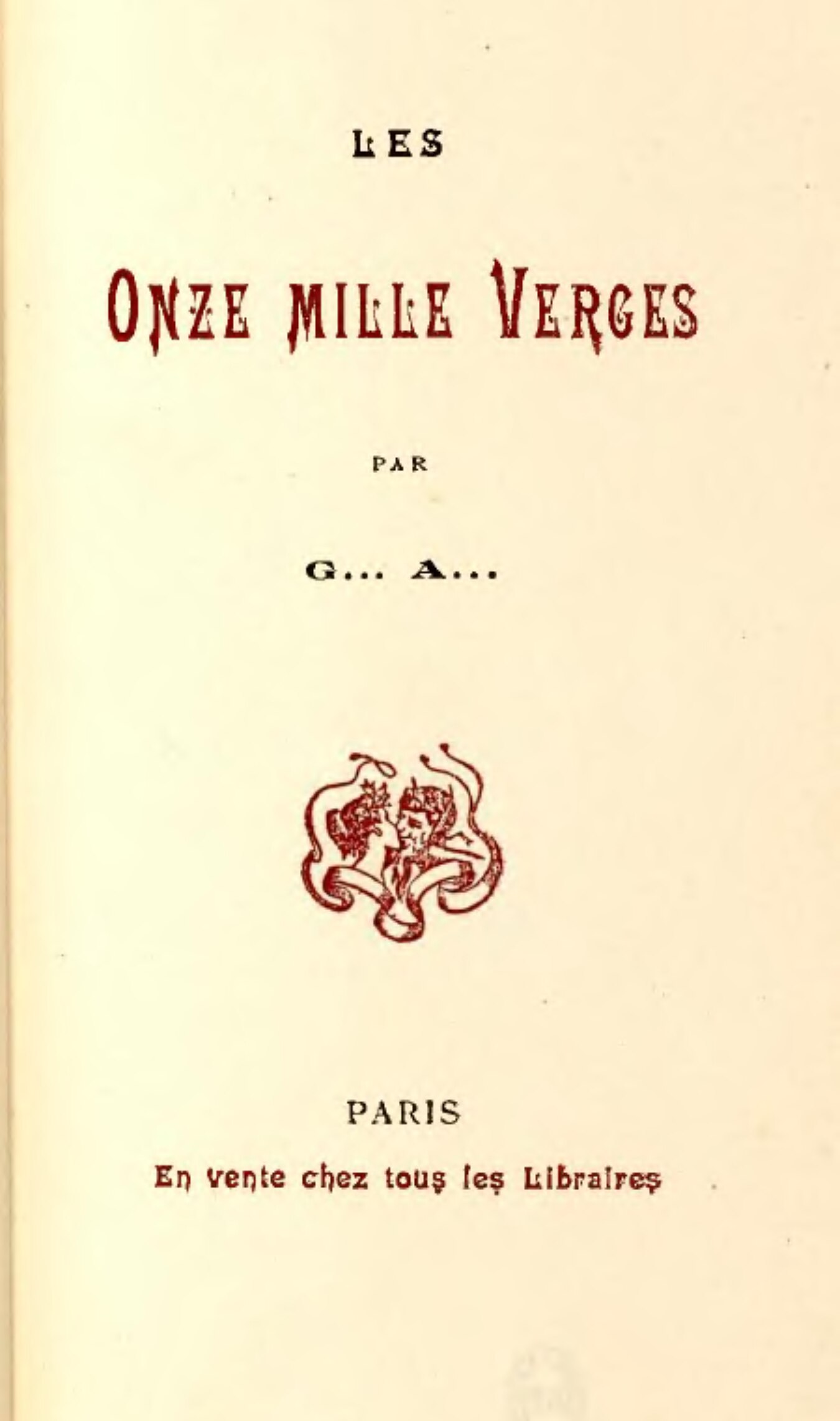

《一万一千鞭》（法語：Les Onze Mille Verges）是法国诗人和剧作家纪尧姆·阿波利奈尔的一部色情小说，以其姓名缩写“G.A.”的名义出版于1907年。
《一万一千鞭》的法语标题化用了与天主教圣徒圣乌尔苏拉（拉丁語：Sancta Ursula Coloniensis）一同殉难的一万一千名贞女（法語：les onze mille vierges）的典故，Verge与Vierge只有一音之差。此外，在法语俚语中，Verge还有男性生殖器的含义。

## 中译本
- 《一万一千鞭：文学大师的性小说》（世界性文学名著大系 小说篇·法文卷），（法）纪尧姆·阿波利奈尔著；易名 译；出版社:金枫出版社
- 《一万一千鞭》（世界性文学名著大系），（法）纪尧姆·阿波利奈尔；曼子 译；出版社: 北方文艺出版社；1998年8月；ISBN 9787531712046